# بنك دبي
بنك دبي هو مصرف إسلامي مقره في دبي، الإمارات العربية المتحدة. تأسس في سبتمبر 2002، كان جزءًا من مجموعة دبي إحدى شركات دبي القابضة، ولكن في 1 ديسمبر 2012 استحوذ عليه بنك الإمارات دبي الوطني.